# Ley de Responsabilidad Penal Adolescente
La Ley de Responsabilidad Penal Adolescente (LRPA) o Ley 20.084, es una ley chilena que establece por primera vez en ese país, la posibilidad de que menores entre 14 y 18 años puedan ser juzgados penalmente. Esta ley fue promulgada en el Diario Oficial el 7 de diciembre de 2005, bajo el gobierno del presidente Ricardo Lagos.

## Antecedentes
El proyecto de Ley fue enviado a la Cámara de Diputados por el presidente Ricardo Lagos Escobar el 6 de agosto de 2002. El proyecto también fue firmado por José Antonio Gómez Urrutia, y Nicolás Eyzaguirre Guzmán, ministros de Estado en ese tiempo de Justicia y Hacienda, respectivamente.
Durante la discusión de la Comisión de Constitución, Legislación y Justicia, encargada de revisar el proyecto, se utilizó como modelo de la ley las realidades de países como España, Francia, Alemania e Italia. Algunas de las personas llamadas a opinar por la comisión fueron José Antonio Gómez Urrutia, ministro de Justicia; Mauricio Duce Julio, abogado, académico e investigador de la Universidad Diego Portales y Miguel Cillero, consultor de UNICEF.
La idea de legislar fue aprobada por unanimidad con los votos de los diputados Jorge Burgos (DC), Nicolás Monckeberg (RN), Guillermo Ceroni (PPD), María Pía Guzmán (RN), Marcela Cubillos (UDI) y Zarko Luksic (DC).
El 12 de octubre de 2005, luego de tres discusiones en la Cámara de Diputados, tres discusiones en el Senado, fue finalmente aprobada en una segunda instancia por la Comisión Mixta por unanimidad con 82 votos.
El 18 de mayo de 2006, la Cámara de Diputados aprueba con 54 votos a favor, 29 en contra y 7 abstenciones el prorrogar la puesta en marcha de la ley en un año, con esto se publica en el diario oficial la ley N° 20.110 que posterga su vigencia de la Ley de Responsabilidad Adolescente para junio de 2007. Paralelamente se realizaron las tramitaciones para la primera reforma a la ley que intentó crear el Servicio Nacional de Reinserción Juvenil. Esto después de que se aplazó dos veces la puesta en marcha de la ley, oposición dentro de la propia Concertación y funcionarios del SENAME se mostraran en contra por falta de garantías.
El 8 de septiembre de 2021, se acordó pasar a Comisión Mixta el proyecto que crea el Servicio Nacional de Reinserción Juvenil, luego de que existieran discrepancias entre ambas Cámaras sobre cambios relacionados con algunos artículos.

## Regulación
La Ley de Responsabilidad Penal Adolescente está basada en los estándares y recomendaciones de la Convención sobre los Derechos del Niño. Su objetivo es crear un sistema de justicia juvenil centrado en la búsqueda de reinserción para los adolescentes.[cita requerida]
Antes de que existiera solo podían ser penalmente responsables los adolescentes entre 16 y 18 años cuando había claras pruebas de que contaba con discernimiento, en el caso de los jóvenes que tenían menos de esa edad se les enviaba a centros de protección del SENAME.[cita requerida]
Dentro de la ley se estipula que los delitos cometidos por adolescentes de 14 y 15 años no podrán tener una pena superior a 5 años independiente del tipo de falta o delito, en cambio, para quienes tengan entre 16 y 17 años esta se puede llegar a extender hasta los 10 años. En ambos casos, dado la extensión estos tendrán sanciones de privación de libertad en centros del SENAME, si la sentencia es menor entonces el joven pasará a estar a cargo de Organismos Colaboradores Acreditados (OCA) los cuales se encuentran sujetos a la ley N°20.093 que nombra al SENAME y su red de colaboradores como organismos responsables.

### Legalidad
Solo podrán sancionarse acciones que tengan una pena clara estipulada previamente en el Código Penal o en leyes de carácter especial. Esto significa que los adolescentes de 14 y hasta 18 años tienen los mismos deberes y derechos ante la ley como cualquier ciudadano, por lo que no puede imputarse por algo que no está tipificado como delito.

### Especialización
Quienes trabajen en los centros de reclusión del SENAME deberán recibir capacitación para así poder estar especializados en el tratamiento de los jóvenes y en fórmulas de reinserción a la sociedad. Además los miembros del sistema judicial relacionado con este tipo de problemas legales como policías, Ministerio Público, abogados defensores y peritos, deberán capacitarse en aprender la cosmovisión de los adolescentes. Todo lo anterior tiene como objetivo el cumplir con lo estipulado en la Convención de Derechos del Niño.

### Medidas cautelares
Si un adolescente es captado cometiendo una falta o delito en flagrancia deberá quedar en disposición de un juez de garantía en menos de 24 horas y jamás podrá declarar ante una audiencia sin estar en compañía de un abogado defensor. Si por razones del juez se debe ampliar la detención el menor deberá ser trasladado a un centro de detención del SENAME. Toda detención provisoria debe llevarse a cabo respetando la Convención de los Derechos del Niño. Un menor nunca debe ser sancionado a un régimen de detención por un delito al que normalmente a un adulto no se le asigna esa pena.